# Greenockite
La greenockite è un minerale del cadmio, metallo usato nell'industria di batterie elettriche.

## Abito cristallino
Sono comuni gli aggregati polverulenti, mentre raramente i cristalli sono distinti con simmetria esagonale.

## Origine e giacitura
I cristalli sono frequenti nelle rocce basaltiche insieme alle zeoliti. Talvolta si forma come patina di minerali di zinco, specialmente della blenda.

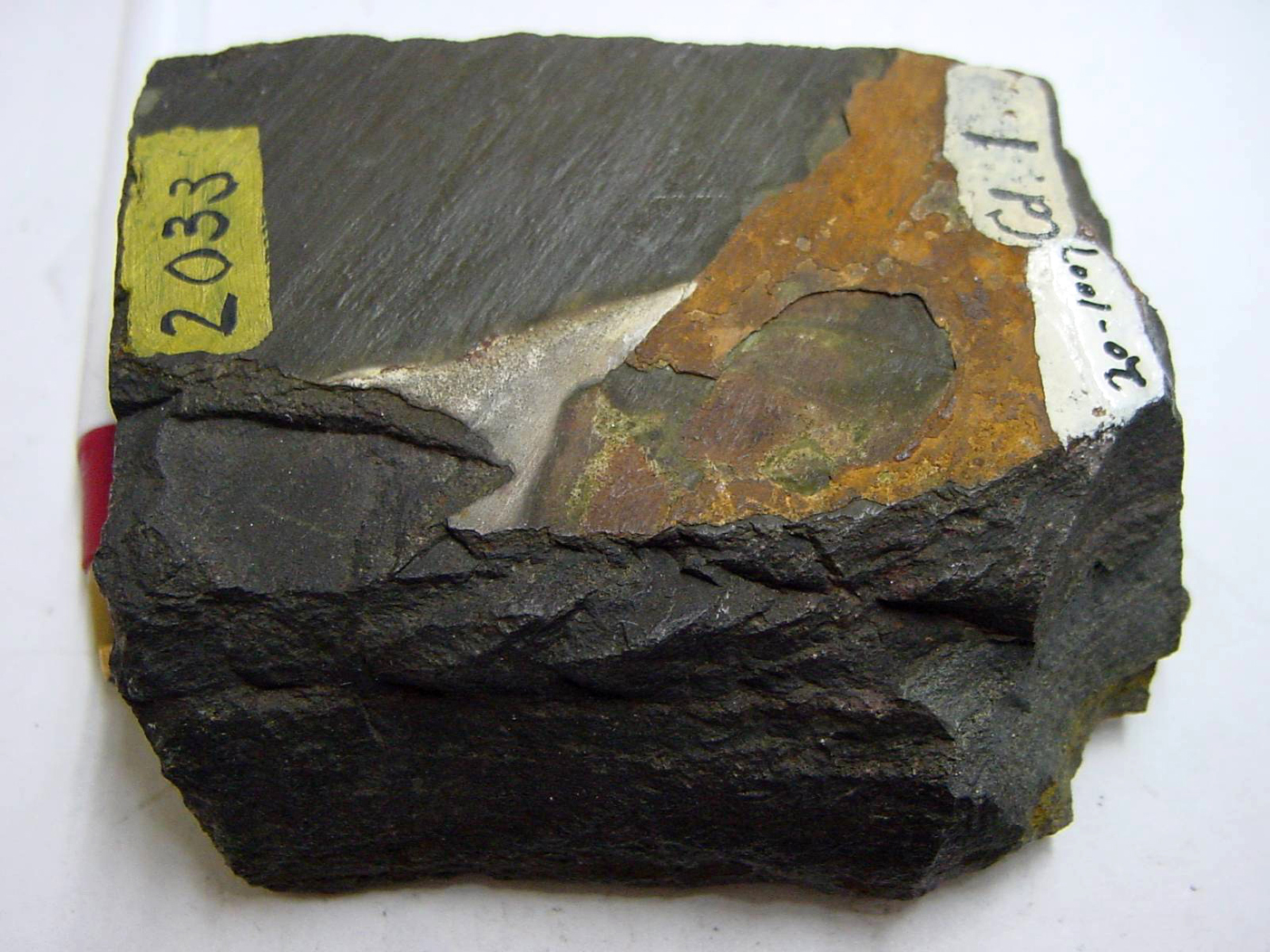
Campione nero-rossastro del minerale

## Forma in cui si presenta in natura
I campioni di questo minerale sono spesso rappresentati da patine che si formano per via degli agenti atmosferici dai minerali di zinco, tra cui la blenda. Per distinguerla dall'hawleyite è necessario ricorrere all'utilizzo dei raggi X. La composizione chimica dei tubetti di colori per la pittura di color giallo di cadmio non è poi tanto lontana dalla composizione di questo minerale.

## Proprietà chimico-fisiche

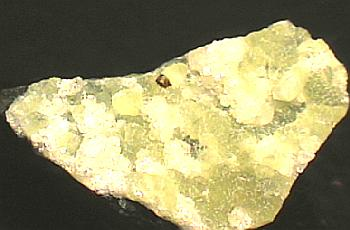
Campione giallo del minerale con prehnite

Il minerale è solubile in acido nitrico.
Peso molecolare: 144,48 grammomolecole
Indici di fotoelettricità:
- PE= 212,93 barn/elettroni
- ρ elettroni = 1143,19 barn/elettroni

Indice fermioni = 0,19
Indice bosoni = 0,81
GRapi = 0 (non radioattivo).

## Giacimenti
I migliori cristalli di questo minerale furono trovati nel 1840 in Scozia durante i lavori di una galleria ferroviaria presso Bishopton nel Renfrewshire. Altri campioni del minerale sono stati trovati: a Paterson nel New Jersey, a Llallagua in Bolivia ed a Sibaevsk nell'ex-Unione Sovietica. In Italia il minerale è stato trovato nelle miniere di Montevecchio e nel Bergamasco (tra cui a Gorno ed a Oneta).

## Filatelia
Al minerale è stato dedicato un francobollo dall'Ungheria.